# Roter Berg (mit Lenebruch, Heiligenholz und Fünfgemeindeholz)
Roter Berg (mit Lenebruch, Heiligenholz und Fünfgemeindeholz) este o arie protejată (arie specială de conservare — SAC, sit de importanță comunitară — SCI) din Germania întinsă pe o suprafață de 134,46 ha, integral pe uscat.

## Localizare
Centrul sitului Roter Berg (mit Lenebruch, Heiligenholz und Fünfgemeindeholz) este situat la coordonatele 52°16′11″N 10°43′50″E / 52.2697°N 10.7306°E.

## Înființare
Situl Roter Berg (mit Lenebruch, Heiligenholz und Fünfgemeindeholz) a fost declarat sit de importanță comunitară în ianuarie 2005 pentru a proteja un număr necunoscut de specii din flora spontană și fauna sălbatică aflate în arealul zonei. Situl a fost protejat și ca arie specială de conservare în iunie 2016.

## Biodiversitate
Situată în ecoregiunea atlantică, aria protejată conține 7 habitate naturale: Pajiști cu Molinia pe soluri calcaroase, turboase sau argilos-nămoloase (Molinion caeruleae), Liziere de ierburi înalte hidrofile de câmpie și de nivel montan până la alpin, Fânețe de joasă altitudine (Alopecurus pratensis, Sanguisorba officinalis), Păduri de fag Asperulo-Fagetum, Păduri de stejar sau de stejar și carpen sub-atlantice și medio-europene de Carpinion betuli, Păduri de stejar și carpen Galio-Carpinetum, Păduri aluvionare cu Alnus glutinosa și Fraxinus excelsior (Alno-Padion, Alnion incanae, Salicion albae).
La baza desemnării sitului se află un număr nedeclarat de specii protejate.
Pe lângă speciile protejate, pe teritoriul sitului au mai fost identificate 2 specii de plante.